# Roberto Urrutia
Roberto Antonio Urrutia Herdez, noto anche con lo pseudonimo di Tony Urrutia (7 dicembre 1957), è un ex sollevatore cubano naturalizzato statunitense tre volte campione mondiale, che ha gareggiato nei pesi leggeri, pesi medi e pesi massimi leggeri.

## Carriera
Con la nazionalità cubana, conquistò per tre volte consecutive il titolo di campione mondiale a Stoccarda nel 1977 nei pesi leggeri, a Gettysburg nel 1978 e a Salonicco nel 1979 nei pesi medi, partecipando inoltre a un'edizione dei Giochi olimpici, a Montréal nel 1976, nei pesi leggeri, piazzandosi al sesto posto.
In seguito, a causa di una defezione che suscitò numerose polemiche, acquisì la cittadinanza statunitense e vinse la medaglia di bronzo nella categoria dei pesi medi ai X Giochi panamericani di Indianapolis nel 1987, dopo che con la nazionalità cubana aveva conquistato due medaglie d'oro ai VII Giochi panamericani di Città del Messico nel 1975 e agli VIII Giochi panamericani di San Juan nel 1979, nonché una medaglia d'oro ai Giochi centramericani e caraibici di Medellín nel 1978.
Per gli Stati Uniti partecipò ad altre due edizioni dei Giochi olimpici: a Seul nel 1988, nei pesi medi, classificandosi all'8º posto, e a Barcellona nel 1992, nella categoria dei pesi massimi leggeri, piazzandosi al 17º posto. Inoltre, fu per cinque volte campione nazionale statunitense (1987-1989, 1991 e 1992), stabilendo cinque record mondiali in carriera.
Dopo il ritiro dall'attività agonistica studiò dal 1992 al 1996 presso l'Union Institute & University di Cincinnati, dedicandosi all'attività di personal trainer in diverse palestre e luoghi dedicati alla preparazione fisica.